# St. Jakobus (Herbstein)

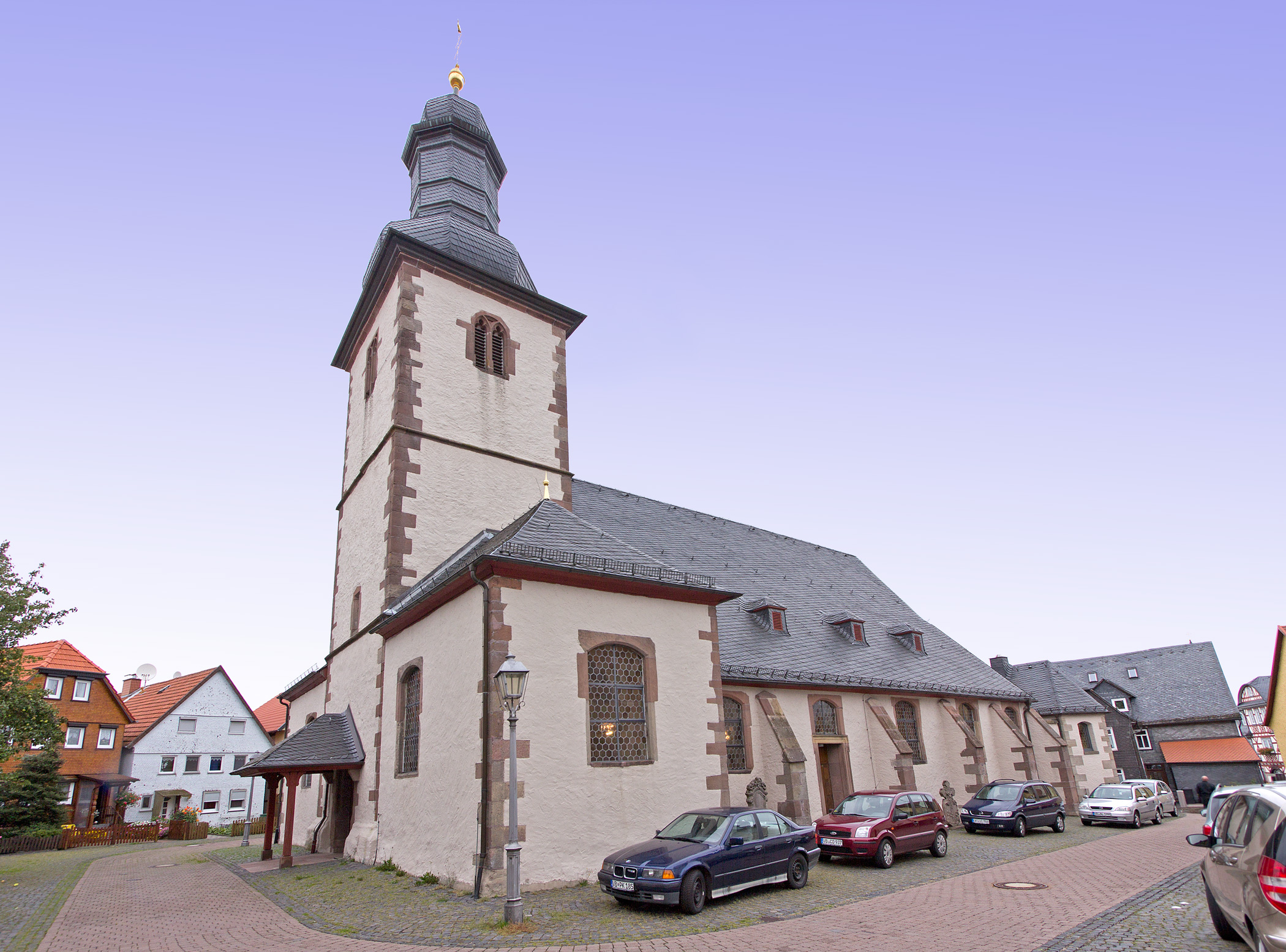
St. Jakobus (Herbstein)

Die römisch-katholische, denkmalgeschützte Kirche St. Jakobus steht in der Stadt Herbstein im Vogelsbergkreis (Hessen). Die Kirchengemeinde gehört zur Pfarrgruppe St. Bonifatius Hoher Vogelsberg im Dekanat Alsfeld des Bistums Mainz.

## Beschreibung
Die dreischiffige spätgotische Staffelhalle mit einem Kirchturm im Westen und einem Chor aus zwei Jochen mit einem 5/8-Schluss wurde in der zweiten Hälfte des 14. Jahrhunderts gebaut. 1682 wurden die beiden Nebenchöre angefügt und die Seitenschiffe um zwei Joche nach Osten verlängert. Durch spitzbogige Arkaden wurden sie zu einem dreischiffigen Chor verbunden. Die Seitenschiffe wurden nach Westen durch Anbauten zu beiden Seiten des Turms verlängert. 1727 wurde östlich hinter dem Hauptchor eine Sakristei hinzugefügt, die 1959–60 nach Süden erweitert wurde. Zwischen den Strebepfeilern der Seitenschiffe befinden sich Korbbogenfenster. Der Turm ist mit einer barocken Haube bedeckt. 
Das überhöhte Mittelschiff des Langhauses ist mit einem Kreuzrippengewölbe auf achteckigen Pfeilern überspannt. Im Mittelschiff befinden sich das Schweißtuch der Veronika und eine um 1400 entstandene Kreuzigungsgruppe. Auf dem neuen Hochaltar steht eine um 1700 entstandene barocke überlebensgroße Kreuzigungsgruppe. Die Orgel mit 22 Registern, zwei Manualen und einem Pedal wurde 1961 von der Förster & Nicolaus Orgelbau gebaut.